# Pectis angustifolia
Pectis angustifolia là một loài thực vật có hoa trong họ Cúc. Loài này được Torr. mô tả khoa học đầu tiên năm 1827.